# Fernando Krahn
Fernando Krahn (Santiago de Xile, 1935 - Barcelona, 18 de febrer de 2010) fou un artista plàstic, il·lustrador i ninotaire xilè, sitgetà d'adopció.
L'any 1962 es traslladà als Estats Units amb una beca de la Fundació Solomon R. Guggenheim per a estudiar animació. Allí aviat els seus dibuixos van ser acollits a importants publicacions com ara The New Yorker, Esquire, The Atlantic Monthly i The Reporter. També es distingí en la confecció de cartells per a obres teatrals de Broadway.
El 1969 tornà al seu país, però quatre anys després se n'hagué d'exiliar a causa del cop d'estat militar, i passà a residir a Sitges.
Va col·laborar amb els seus dibuixos en publicacions de tot el món (entre elles International Herald Tribune, Die Zeit, De Telegraaf, Stern i La Repubblica) i va il·lustrar nombrosos llibres. L'any 1988 va publicar el llibre d'artista El fuet de cent cues amb el poeta Joan Brossa.
En el terreny de l'animació fou autor del curtmetratge El crimen perfecto (1976) i de la sèrie Dramagrama de Televisió de Catalunya (1992).
Amb la seva muller l'escriptora María Luz Uribe, va publicar nombrosos llibres infantils, entre ells els títols catalans Amb el cor a la boca, Amb la pell de gallina, Amb un fil de veu, El primer ocell de Bequet-Bequiu, La senyoreta Amèlia, El Viatge i El vol d'Agnès. El matrimoni va rebre, l'any 2000, el Premi Trinitat Catasús de Sitges.
Des de 1984 fins a la seva mort va ser col·laborador habitual del diari La Vanguardia. Fou enterrat al Cementiri de Pruelles de Sitges.